# Синяя четвёрка
«Си́няя четвёрка» (нем. Die Blaue Vier) — выставочное объединение художников немецкого экспрессионизма начала XX века, основанное в Веймаре, Тюрингия, в марте 1924 года. В состав группы входили четыре художника: Василий Кандинский и Лионель Фейнингер, Пауль Клее и Алексей Явленский.

## История
Художники группы были друзьями и единомышленниками, воплощавшими свои идеи в германском Баухаусе, учебном заведении, основанном в 1919 году в Веймаре, но выставки своих творческих работ друзья решили проводить в разных городах Западной Европы и США. Одновременно художники были членами объединения «Синий всадник», что объясняет перекличку названий.
Название придумала немецко-американская художница, менеджер и коллекционер Эмили Эстер Шайер, псевдоним: Галка Шейер (Galka Scheyer, 1889—1945). Ей удалось сделать группу известной, благодаря выставочному туру по городам США. С этой целью она связалась с рядом американских университетов, музеев и художественных ассоциаций и в течение следующих нескольких лет прочитала множество лекций о роли современного искусства в обществе.
Шейер разместила произведения «Четырёх синих королей» (vier Blauen Könige), как она называла художников, в частных коллекциях Фрица Ланга, Джозефа фон Штернберга, Марлен Дитрих и Греты Гарбо, которые впоследствии считались важными. Таким образом, она внесла вклад в распространение художественных идей русско-немецких художников в Америке. Выставки «Синей четвёрки» послужили началом международной известности, которой Фейнингер, Явленский, Кандинский и Клее добились своим искусством после Второй мировой войны.